# Serengeti Festival
Das Serengeti Festival war ein von 2006 bis 2015 jährlich in Schloß Holte-Stukenbrock stattfindendes internationales Musikfestival, das seit 2011 auf einer Wiese am Zoo Safaripark veranstaltet wurde. Nach etwa 15.000 Besuchern im Jahr 2011 kamen in den Jahren 2012 und 2013 jeweils rund 12.000 Zuschauer.

## Geschichte
Von 2006 bis 2010 fand das Festival auf einer Freifläche hinter dem Hallenbad der Stadt statt. Wegen Platzmangel entstand der Plan, auf ein Gelände am Zoo Safaripark umzuziehen. Dieser Plan konnte aber erst 2011 verwirklicht werden, sodass seitdem ein eigener Zeltplatz in direkter Nähe zum Festivalgelände zur Verfügung stand. Dieser bot im Jahr 2013 Raum für ca. 5.000 Camper. Auch war seit dem Umzug der Zugang zum Zoo Safaripark mit den Fahrattraktionen und Tieren Teil des Festivalkonzepts. Die 7. Auflage des Festivals im Jahr 2012 fand erstmals an 3 Tagen statt. Außerdem gab es seitdem 2 Bühnen. So konnten die Umbaupausen auf der Hauptbühne durch Auftritte auf einer kleineren Zeltbühne überbrückt werden.
Partner des Festivals waren u. a. der Radiosender 1LIVE und der WDR Rockpalast.
Im Juli 2015 gaben die Veranstalter bekannt, dass das Festival im Jahr 2015 zum letzten Mal stattfinden wird. Als Grund wurde die sich zuspitzende Entwicklung im Festivalmarkt genannt.

## WDR Rockpalast
Im Jahr 2013 gab es zum ersten Mal eine Zusammenarbeit des Serengeti Festivals mit dem WDR Rockpalast. An dem Wochenende vom 19. – 21. Juli 2013 übertrug der WDR die Auftritte der Mainstage des Serengeti Festival. Unter anderem wurden die Auftritte von Chase & Status, Skunk Anansie und den Broilers im deutschen Fernsehen ausgestrahlt. Auch 2014 zeichnete der WDR Rockpalast Konzerte des Festivals auf und strahlte Teile davon zu einem späteren Zeitpunkt aus.

## Line-Ups

### 2006
Boozed, Dog Eat Dog, H-Blockx, Hudson, Lychee Lassi Feat. DJ Illvibe, Sugarplum Fairy, Tito & Tarantula

### 2007
Life of Agony, H-Blockx, Juli, The BossHoss, Montreal, Extrabreit

### 2008
36 Crazyfists, Callejon, Die Happy, Enemy of the Sun, Frontkick, Helmet, Jennifer Rostock, Lima, MIA., Nosliw & Feueralarm Band, Planlos, Revolverheld, The Bottrops, The Carburetors, The Rain, The Skapitanos, Tito & Tarantula, Valient Thorr, Volbeat

### 2009
Anthrax, Bloodhound Gang, Donots, Down, Elvis Jackson, God Forbid, H-Blockx, Millencolin, Misery Speaks, Monsters of Liedermaching, Montreal, Mr. Irish Bastard, Peter Pan Speedrock, Soulfly, Static-X, The Carburetors, The New Black, V8 Wankers, Wirtz, Wohnraumhelden

### 2010
Boppin B, Buggirl, Civet, Devildriver, Die Apokalyptischen Reiter, Dog Eat Dog, Eschenbach, Flogging Molly, GWAR, H20, Itchy Poopzkid, Misconduct, Monsters of Liedermaching, Mr. Irish Bastard, Papa Roach, Paradise Lost, Sewer Rats, Skindred, Sondaschule, Sonic Syndicate, Subway to Sally, Valient Thorr

### 2011
Adept, Agnostic Front, Bad Religion, Boy Hits Car, Bullet for My Valentine, Caliban, Distance in Embrace, House of Pain, In Extremo, K.I.Z, Kraftklub, Letzte Instanz, Mad Sin, Pascow, Pennywise, RotFront, Skindred, The Creepshow, War from a Harlots Mouth, Wizo, Your Demise

### 2012
Against Me!, Anti-Flag, Benzin, Bloodwork, Callejon, Cocoon Fire, Cruel Hand, Crunch, Dampfmaschine, Das Pack, Dear Lament, Deez Nuts, Deichkind, Dendemann, Dog Eat Dog, Egotronic, Emil Bulls, Eschenbach, Eyehategod, Gentleman, H-Blockx, Heaven Shall Burn, Horisont, Ignite, Ill Niño, Jennifer Rostock, Keule, Kraftklub, Madsen, Massendefekt, Maxïmo Park, Monsters of Liedermaching, Mr. Irish Bastard, My Adorable, Neaera, Onkel Berni, Skindred, Street Dogs, Tantrum to Blind, The Carburetors, Turbo AC's, Vierkanttretlager, Wassbass, We Butter the Bread with Butter, With One Last Breath, Young Rebel Set, ZSK

### 2013
Adept, Balkan Beat Box, Bosse, Broilers, Chase & Status, Danko Jones, Die Orsons, Disco Ensemble, DJ Torsun, Dope D.O.D., Eskimo Callboy, Fra Diavolo, Fritz Kalkbrenner, Fuck Art, Let’s Dance!, Funeral for a Friend, Gasmac Gilmore, Grossstadtgeflüster, His Statue Falls, Hoffmaestro, Irie Révoltés, Itchy Poopzkid, Karamelo Santo, Kassierer, Kettcar, MC Fitti, Mega! Mega!, Monsters of Liedermaching, Montreal, Radio Havanna, Scherf & Band, Seeed, Skindred, Skunk Anansie, Strike Anywhere, Suicidal Tendencies, Supershirt, Templeton Pek, The Black Seeds, The Creepshow, The Esprits, The Mahones, Triggerfinger, Valient Thorr, Watsky, Wirtz

### 2014
Augustines, Biffy Clyro, Black Lips, Brutality Will Prevail, Casper, Claire, Cloud Nothings, Deez Nuts, Dirk Siedhoff & Friends, Drunken Masters, East Cameron Folkcore, Editors, Egotronic, Eskimo Callboy, Flogging Molly, Guano Apes, Jan Delay & Disko No.1, KMPFSPRT, Lexy & K-Paul, Mighty Oaks, Moop Mama, NOFX, Papa Roach, Razz, SDP, Taking Back Sunday, The Hitch, Tim Vantol & Band, Truckfighters, Turbostaat

### 2015
257ers, Acollective, Against Me!, Antilopen Gang, Apologies, I Have None, Bad Religion, Bass Boyz Soundsystem, Beastless, Bilderbuch, Coheed and Cambria, Dirk Siedhoff & Friends, Emil Bulls, Fünf Sterne Deluxe, Genetikk, H-Blockx, Jesper Munk, John Coffey, Kyle Gass Band, Mad Caddies, Madsen, Marcus Wiebusch, Massendefekt, Modern Saints, Monsters of Liedermaching, Moonbootica, Moop Mama, Panteon Rococo, RDGLDGRN, Royal Republic, Schmutzki, Sepultura, Skindred, Sondaschule, The Dillinger Escape Plan, The Offspring, The Smith Street Band, Trailerpark, Zugezogen Maskulin